# Van Amersfoort Racing
Van Amersfoort Racing, uno de los equipos europeos más reconocidos en el desarrollo de carreras de automovilismo, entró en una nueva era en su exitosa historia de cuatro décadas. La estructura con sede en Zeewolde, Países Bajos, establecida en 1975 por Frits Van Amersfoort, ha llevado a cabo en el transcurso de los últimos años un programa integral de modernización. Involucró importantes inversiones y el establecimiento de una nueva sede central de última generación para mejorar su participación en los importantes programas de desarrollo donde compiten. En 2022, la escudería ingresó en el Campeonato de Fórmula 3 de la FIA y el Campeonato de Fórmula 2 de la FIA en reemplazo de HWA RACELAB.
Entre sus pilotos destacan el tres veces campeón del Campeonato Mundial de Fórmula 1 Max Verstappen, así como su padre Jos Verstappen, Mick Schumacher, Felipe Drugovich, Frederik Vesti, Dan Ticktum, Liam Lawson, Oliver Bearman, Jake Hughes y Franco Colapinto.

## Resultados en sus categorías actuales

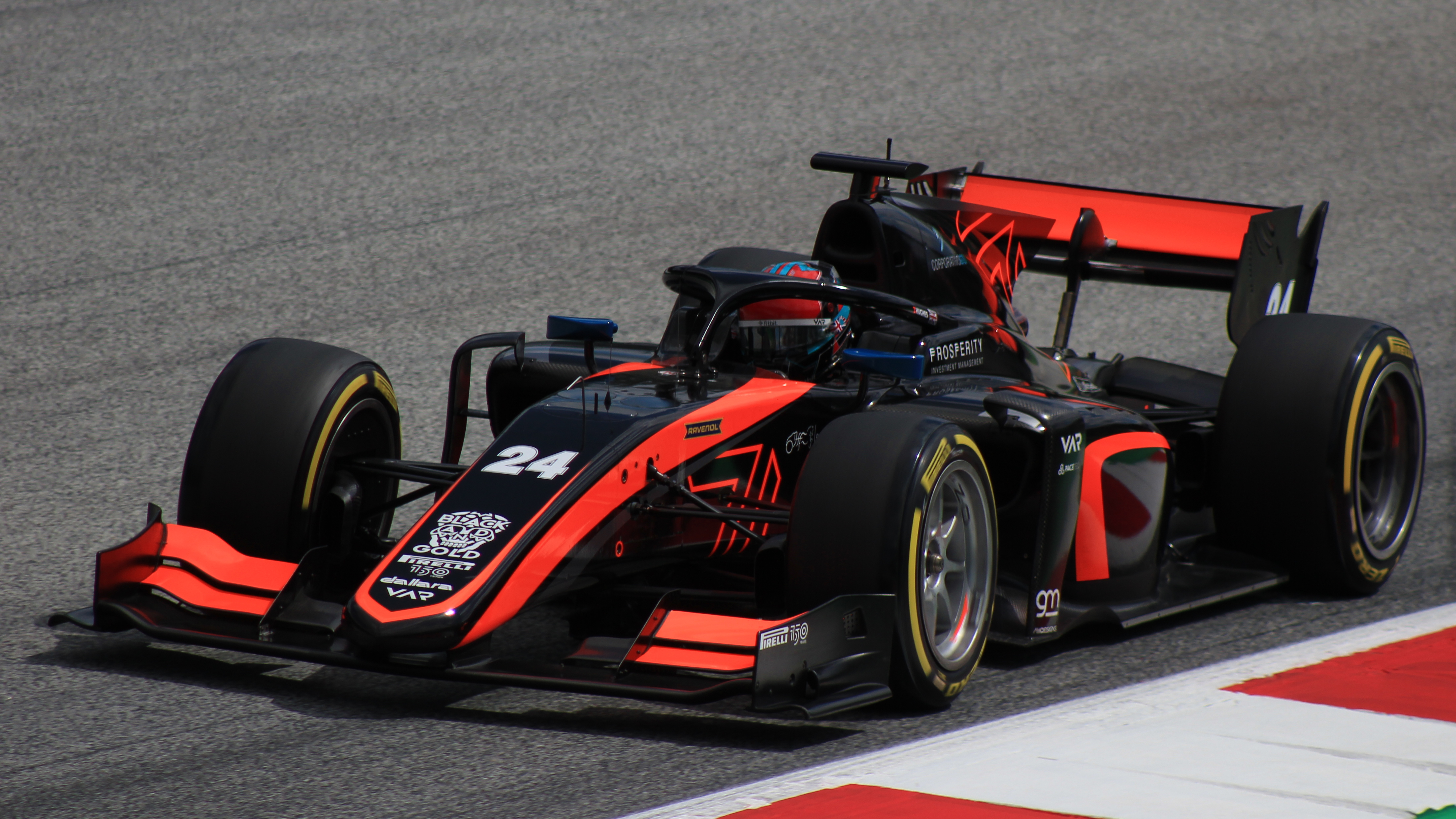
Hughes en Red Bull Ring, 2022.

### Campeonato de Fórmula 2 de la FIA

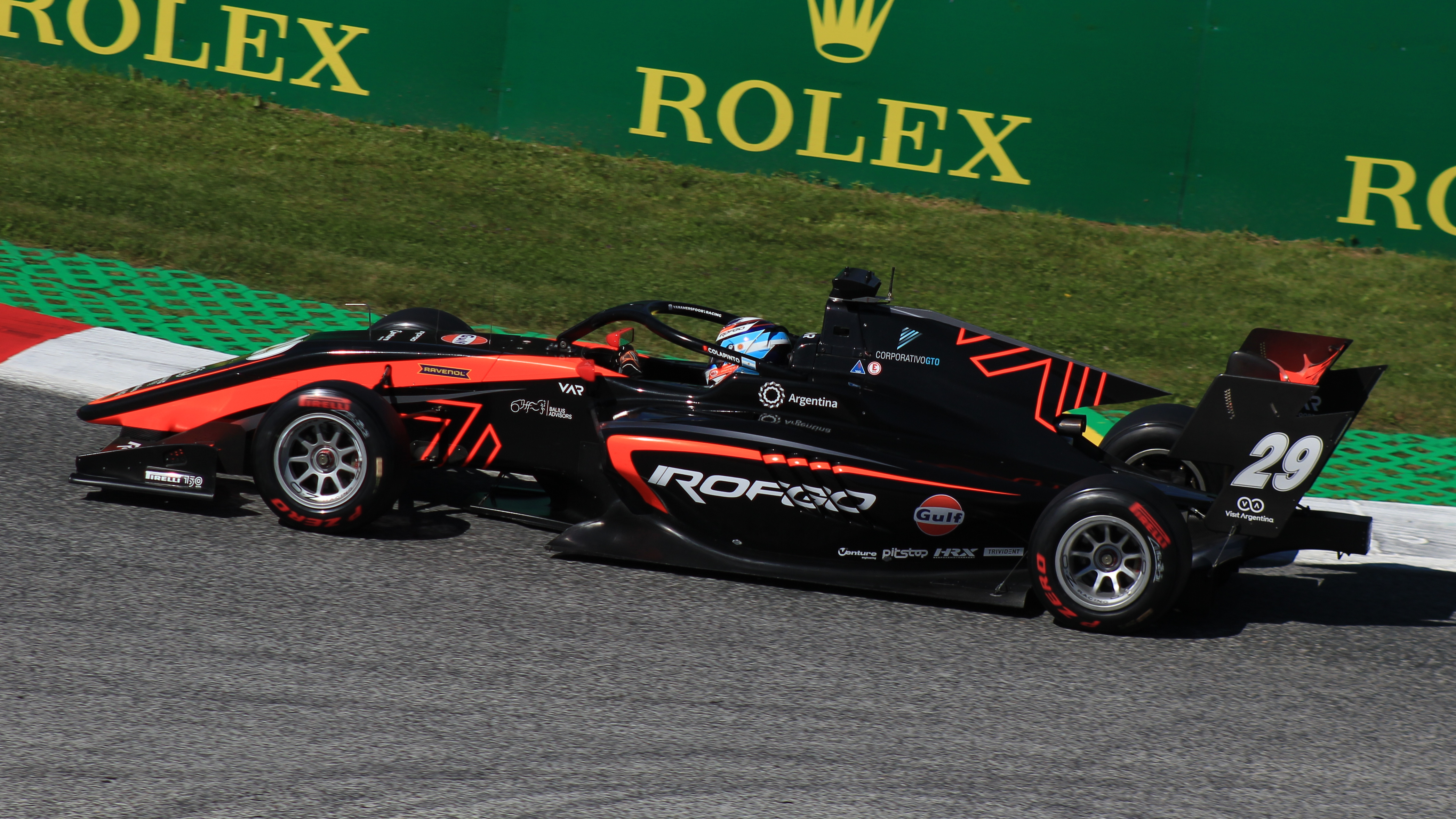
Colapinto en Red Bull Ring, 2022.

| Año  | Monoplaza      | Pilotos            | Carreras | Victorias | Poles | Vueltas/R | Podios | Puntos | Pos. | Pos. |
| ---- | -------------- | ------------------ | -------- | --------- | ----- | --------- | ------ | ------ | ---- | ---- |
| 2022 | DallaraF2 2018 | Jake Hughes        | 16       | 0         | 0     | 0         | 0      | 26     | 16.º | 10.º |
| 2022 | DallaraF2 2018 | Amaury Cordeel     | 24       | 0         | 0     | 1         | 0      | 26     | 17.º | 10.º |
| 2022 | DallaraF2 2018 | David Beckmann     | 12       | 0         | 0     | 1         | 0      | 21     | 18.º | 10.º |
| 2022 | DallaraF2 2018 | Juan Manuel Correa | 2        | 0         | 0     | 0         | 0      | 0      | 27.º | 10.º |

### Campeonato de Fórmula 3 de la FIA

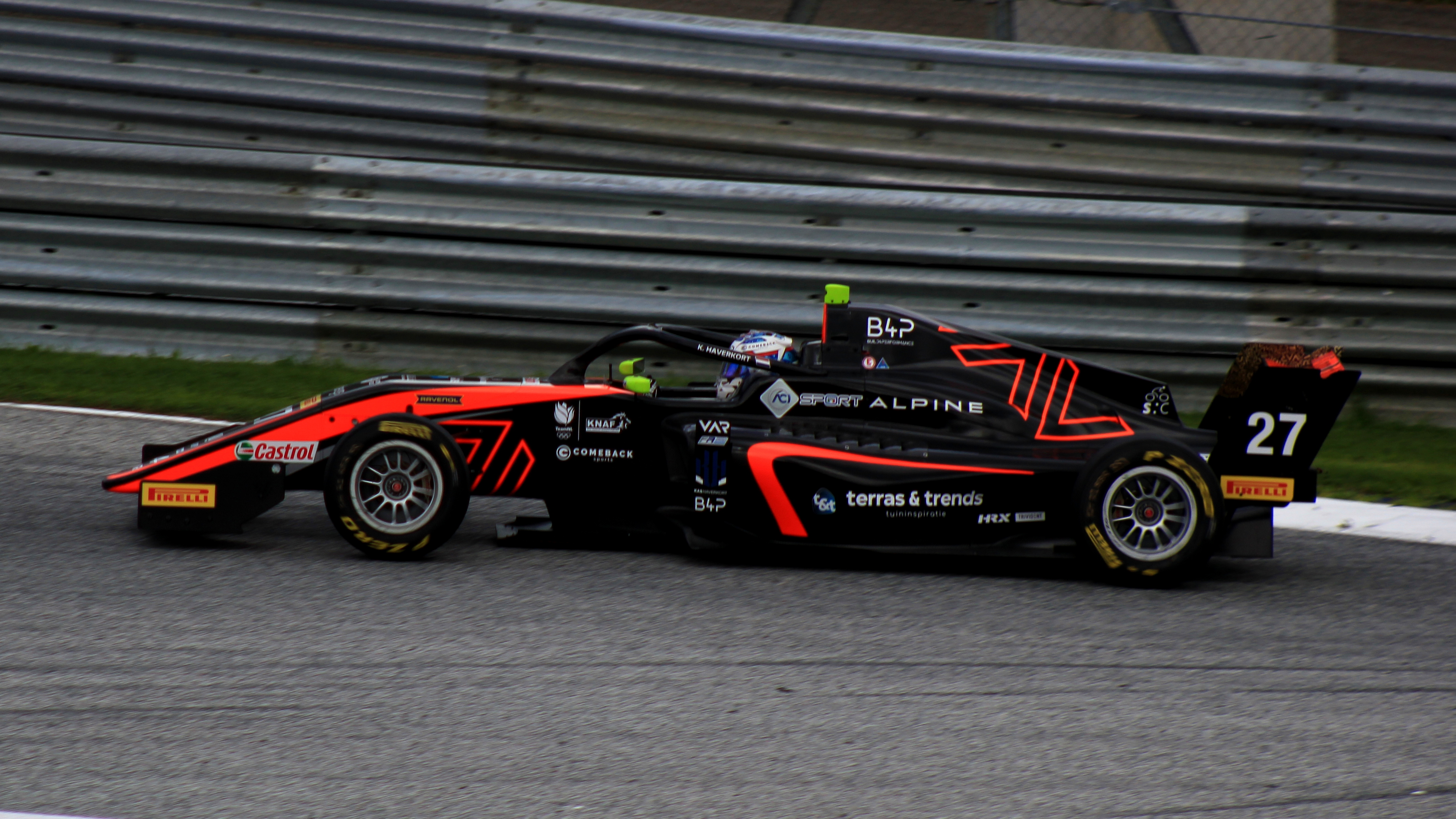
Haverkort en Red Bull Ring, 2022.

| Año  | Monoplaza      | Pilotos           | Carreras | Victorias | Poles | Vueltas/R | Podios | Puntos | Pos. | Pos. |
| ---- | -------------- | ----------------- | -------- | --------- | ----- | --------- | ------ | ------ | ---- | ---- |
| 2022 | DallaraF3 2019 | Franco Colapinto  | 18       | 2         | 1     | 0         | 5      | 76     | 9.º  | 6.º  |
| 2022 | DallaraF3 2019 | Rafael Villagómez | 18       | 0         | 0     | 0         | 0      | 2      | 24.º | 6.º  |
| 2022 | DallaraF3 2019 | Reece Ushijima    | 18       | 0         | 0     | 0         | 1      | 13     | 20.º | 6.º  |

### Campeonato de Fórmula Regional Europea
| Año  | Monoplaza                  | Pilotos             | Carreras | Victorias | Poles | Vueltas/R | Podios | Puntos | Pos. | Pos. |
| ---- | -------------------------- | ------------------- | -------- | --------- | ----- | --------- | ------ | ------ | ---- | ---- |
| 2019 | Tatuus F3 T-318-Alfa Romeo | Sophia Flörsch      | 24       | 0         | 0     | 1         | 0      | 149    | 7.º  | 4.º  |
| 2019 | Tatuus F3 T-318-Alfa Romeo | Dan Ticktum         | 6        | 0         | 0     | 0         | 2      | 64     | 9.º  | 4.º  |
| 2019 | Tatuus F3 T-318-Alfa Romeo | Joey Mawson         | 2        | 0         | 0     | 0         | 0      | 24     | 16.º | 4.º  |
| 2019 | Tatuus F3 T-318-Alfa Romeo | Andreas Estner      | 3        | 0         | 0     | 0         | 0      | 24     | 17.º | 4.º  |
| 2019 | Tatuus F3 T-318-Alfa Romeo | Alexandre Bardinon  | 18       | 0         | 0     | 0         | 0      | 5      | 20.º | 4.º  |
| 2020 | Tatuus F3 T-318-Alfa Romeo | Pierre-Louis Chovet | 23       | 1         | 1     | 3         | 7      | 244    | 5.º  | 3.º  |
| 2020 | Tatuus F3 T-318-Alfa Romeo | Dennis Hauger       | 8        | 1         | 2     | 1         | 6      | 134    | 7.º  | 3.º  |
| 2020 | Tatuus F3 T-318-Alfa Romeo | Alessandro Famularo | 9        | 0         | 0     | 0         | 0      | 73     | 11.º | 3.º  |
| 2021 | Tatuus F3 T-318-Alpine     | Mari Boya           | 20       | 0         | 0     | 0         | 1      | 51     | 14.º | 7.º  |
| 2021 | Tatuus F3 T-318-Alpine     | Francesco Pizzi     | 20       | 0         | 0     | 0         | 0      | 12     | 20.º | 7.º  |
| 2021 | Tatuus F3 T-318-Alpine     | Lorenzo Fluxá       | 19       | 0         | 0     | 0         | 0      | 0      | 25.º | 7.º  |
| 2022 | Tatuus F3 T-318-Alpine     | Kas Haverkort       | 20       | 2         | 1     | 2         | 5      | 186    | 5.º  | 4.º  |
| 2022 | Tatuus F3 T-318-Alpine     | Joshua Dufek        | 19       | 0         | 0     | 0         | 3      | 79     | 9.º  | 4.º  |
| 2022 | Tatuus F3 T-318-Alpine     | Levente Révész      | 19       | 0         | 0     | 0         | 0      | 0      | 28.º | 4.º  |

### ADAC Fórmula 4

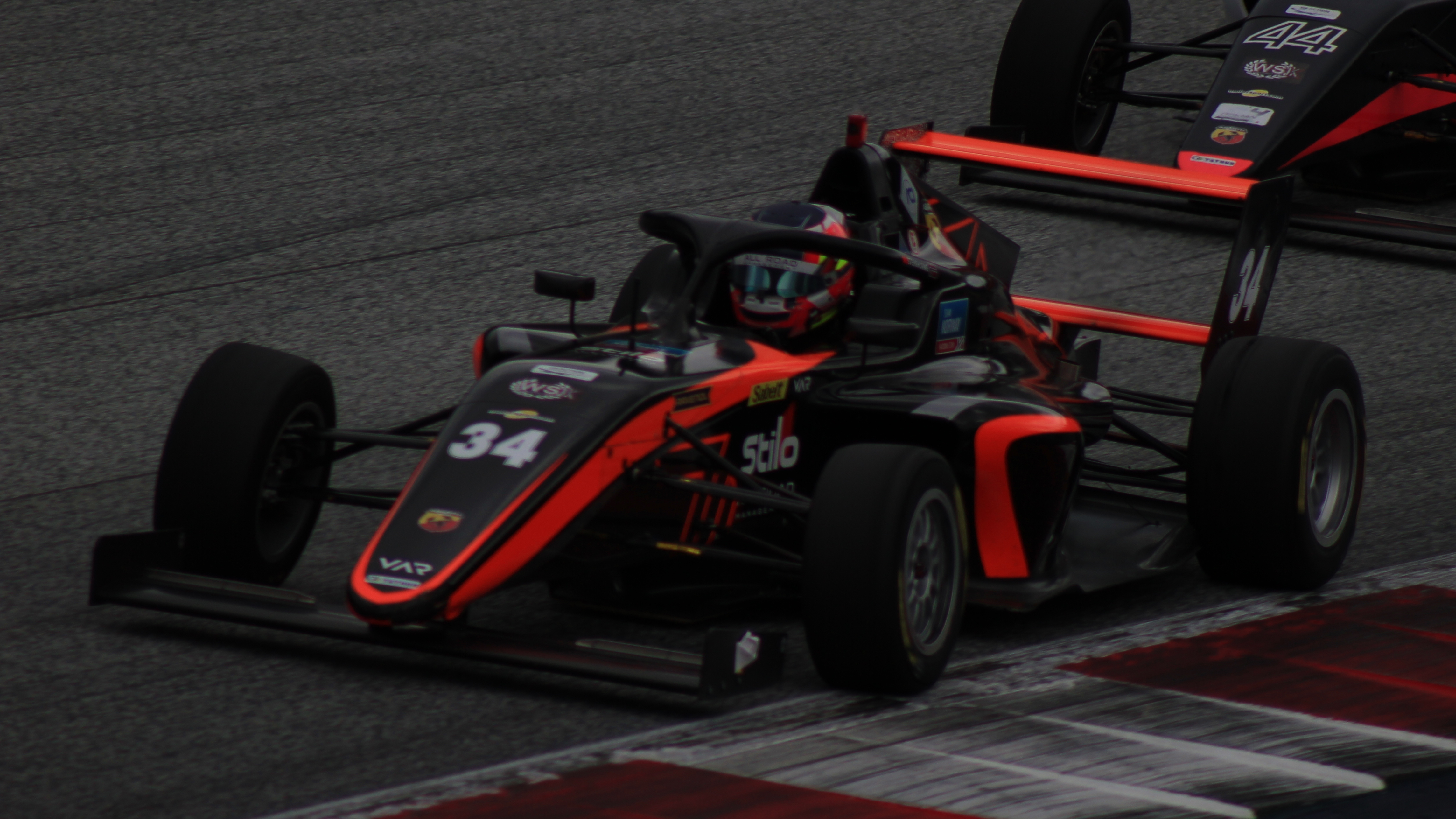
Stenshorne en Red Bull Ring, 2022.

| Año  | Monoplaza      | Pilotos                | Carreras | Victorias | Poles | Vueltas/R | Podios | Puntos | Pos. | Pos. |
| ---- | -------------- | ---------------------- | -------- | --------- | ----- | --------- | ------ | ------ | ---- | ---- |
| 2015 | Tatuus F4-T014 | Joey Mawson            | 24       | 5         | 1     | 3         | 11     | 297    | 3.º  | N/A  |
| 2015 | Tatuus F4-T014 | Mick Schumacher        | 24       | 1         | 0     | 0         | 0      | 92     | 10.º | N/A  |
| 2015 | Tatuus F4-T014 | Harrison Newey         | 18       | 0         | 0     | 0         | 0      | 42     | 16.º | N/A  |
| 2015 | Tatuus F4-T014 | Kami Laliberté         | 9        | 0         | 0     | 0         | 0      | 5      | 25.º | N/A  |
| 2016 | Tatuus F4-T014 | Joey Mawson            | 24       | 10        | 7     | 6         | 16     | 374    | 1.º  | 2.º  |
| 2016 | Tatuus F4-T014 | Kami Laliberté         | 24       | 1         | 0     | 1         | 4      | 94.5   | 9.º  | 2.º  |
| 2016 | Tatuus F4-T014 | Leonard Hoogenboom     | 18       | 0         | 0     | 0         | 1      | 25     | 18.º | 2.º  |
| 2016 | Tatuus F4-T014 | Moritz Müller-Crepon   | 9        | 0         | 0     | 0         | 0      | 5      | 22.º | 2.º  |
| 2017 | Tatuus F4-T014 | Felipe Drugovich       | 21       | 7         | 3     | 6         | 9      | 236.5  | 3.º  | 2.º  |
| 2017 | Tatuus F4-T014 | Frederik Vesti         | 21       | 1         | 0     | 2         | 3      | 113    | 7.º  | 2.º  |
| 2017 | Tatuus F4-T014 | Kami Laliberté         | 15       | 1         | 1     | 1         | 1      | 76     | 12.º | 2.º  |
| 2017 | Tatuus F4-T014 | Artem Petrov           | 12       | 1         | 0     | 0         | 2      | 56     | 15.º | 2.º  |
| 2017 | Tatuus F4-T014 | Louis Gachot           | 21       | 0         | 0     | 0         | 1      | 51     | 16.º | 2.º  |
| 2018 | Tatuus F4-T014 | Frederik Vesti         | 20       | 2         | 1     | 2         | 8      | 211    | 4.º  | 2.º  |
| 2018 | Tatuus F4-T014 | Charles Weerts         | 20       | 1         | 0     | 1         | 4      | 195    | 5.º  | 2.º  |
| 2018 | Tatuus F4-T014 | Lucas Alecco Roy       | 20       | 0         | 0     | 0         | 0      | 0      | 18.º | 2.º  |
| 2018 | Tatuus F4-T014 | Joey Alders            | 20       | 0         | 0     | 0         | 0      | 44     | 11.º | 2.º  |
| 2018 | Tatuus F4-T014 | Liam Lawson            | 20       | 3         | 3     | 0         | 11     | 234    | 2.º  | 2.º  |
| 2019 | Tatuus F4-T014 | Niklas Krütten         | 11       | 1         | 0     | 0         | 2      | 93     | 10.º | 2.º  |
| 2019 | Tatuus F4-T014 | Ido Cohen              | 20       | 0         | 0     | 0         | 1      | 76     | 13.º | 2.º  |
| 2019 | Tatuus F4-T014 | Lucas Alecco Roy       | 20       | 0         | 0     | 1         | 0      | 11     | 17.º | 2.º  |
| 2019 | Tatuus F4-T014 | Sebastian Estner       | 20       | 1         | 0     | 0         | 1      | 55     | 14.º | 2.º  |
| 2019 | Tatuus F4-T014 | Dennis Hauger          | 20       | 6         | 5     | 8         | 10     | 251    | 2.º  | 2.º  |
| 2020 | Tatuus F4-T014 | Cenyu Han              | 6        | 0         | 0     | 0         | 0      | 0      | 18.º | 1.º  |
| 2020 | Tatuus F4-T014 | Jonny Edgar            | 21       | 6         | 5     | 6         | 11     | 300    | 1.º  | 1.º  |
| 2020 | Tatuus F4-T014 | Francesco Pizzi        | 9        | 0         | 0     | 0         | 0      | 54     | 11.º | 1.º  |
| 2020 | Tatuus F4-T014 | Jak Crawford           | 21       | 5         | 4     | 5         | 12     | 298    | 2.º  | 1.º  |
| 2021 | Tatuus F4-T014 | Oliver Bearman         | 18       | 6         | 5     | 4         | 11     | 295    | 1.º  | 1.º  |
| 2021 | Tatuus F4-T014 | Nikita Bedrin          | 18       | 2         | 0     | 0         | 5      | 147    | 5.º  | 1.º  |
| 2021 | Tatuus F4-T014 | Joshua Dufek           | 15       | 0         | 0     | 0         | 4      | 127    | 7.º  | 1.º  |
| 2021 | Tatuus F4-T014 | Cenyu Han              | 6        | 0         | 0     | 0         | 1      | 25     | 13.º | 1.º  |
| 2021 | Tatuus F4-T014 | Robert de Haan         | 3        | 0         | 0     | 0         | 0      | 24     | 14.º | 1.º  |
| 2021 | Tatuus F4-T014 | Bence Válint           | 9        | 0         | 0     | 1         | 0      | 18     | 16.º | 1.º  |
| 2021 | Tatuus F4-T014 | Marcos Flack           | 3        | 0         | 0     | 0         | 0      | 4      | 19.º | 1.º  |
| 2022 | Tatuus F4-T021 | Arias Deukmedjian      | 6        | 0         | 0     | 0         | 0      | 0      | NC†  | NC†  |
| 2022 | Tatuus F4-T021 | Emerson Fittipaldi Jr. | 6        | 0         | 0     | 0         | 0      | 0      | NC†  | NC†  |
| 2022 | Tatuus F4-T021 | Brando Badoer          | 6        | 0         | 0     | 0         | 0      | 0      | NC†  | NC†  |
| 2022 | Tatuus F4-T021 | Martinius Stenshorne   | 6        | 0         | 0     | 0         | 0      | 0      | NC†  | NC†  |
| 2022 | Tatuus F4-T021 | Jules Castro           | 6        | 0         | 0     | 0         | 0      | 0      | NC†  | NC†  |

### Campeonato de Italia de Fórmula 4
| Año  | Monoplaza      | Pilotos                | Carreras | Victorias | Poles | Vueltas/R | Podios | Puntos | Pos. | Pos. |
| ---- | -------------- | ---------------------- | -------- | --------- | ----- | --------- | ------ | ------ | ---- | ---- |
| 2017 | Tatuus F4-T014 | Felipe Drugovich       | 6        | 1         | 0     | 1         | 2      | 52     | NC†  | NC†  |
| 2017 | Tatuus F4-T014 | Louis Gachot           | 6        | 0         | 0     | 0         | 0      | 1      | NC†  | NC†  |
| 2017 | Tatuus F4-T014 | Kami Laliberté         | 3        | 0         | 0     | 0         | 0      | 0      | NC†  | NC†  |
| 2018 | Tatuus F4-T014 | Frederik Vesti         | 3        | 2         | 1     | 1         | 3      | 68     | 10.º | 6.º  |
| 2018 | Tatuus F4-T014 | Charles Weerts         | 3        | 0         | 0     | 0         | 0      | 15     | 18.º | 6.º  |
| 2018 | Tatuus F4-T014 | Lucas Alecco Roy       | 6        | 0         | 0     | 0         | 0      | 0      | 33.º | 6.º  |
| 2018 | Tatuus F4-T014 | Andreas Estner         | 3        | 0         | 0     | 0         | 0      | 21     | 16.º | 6.º  |
| 2018 | Tatuus F4-T014 | Sebastian Estner       | 3        | 0         | 0     | 0         | 0      | 1      | 27.º | 6.º  |
| 2018 | Tatuus F4-T014 | Nicola Marinangeli     | 3        | 0         | 0     | 0         | 0      | 0      | 22.º | NC   |
| 2019 | Tatuus F4-T014 | Niklas Krütten         | 12       | 0         | 1     | 0         | 4      | 78     | 11.º | 1.º  |
| 2019 | Tatuus F4-T014 | Ido Cohen              | 21       | 0         | 0     | 1         | 3      | 132    | 6.º  | 1.º  |
| 2019 | Tatuus F4-T014 | Lucas Alecco Roy       | 21       | 0         | 1     | 0         | 1      | 35     | 14.º | 1.º  |
| 2019 | Tatuus F4-T014 | Sebastian Estner       | 3        | 0         | 0     | 0         | 0      | 2      | 24.º | 1.º  |
| 2019 | Tatuus F4-T014 | Dennis Hauger          | 21       | 12        | 7     | 9         | 16     | 369    | 1.º  | 1.º  |
| 2020 | Tatuus F4-T014 | Cenyu Han              | 17       | 0         | 0     | 0         | 0      | 0      | 33.º | 2.º  |
| 2020 | Tatuus F4-T014 | Jonny Edgar            | 14       | 2         | 1     | 3         | 6      | 169    | 4.º  | 2.º  |
| 2020 | Tatuus F4-T014 | Francesco Pizzi        | 20       | 3         | 1     | 2         | 7      | 208    | 2.º  | 2.º  |
| 2020 | Tatuus F4-T014 | Jak Crawford           | 14       | 2         | 1     | 0         | 7      | 150    | 6.º  | 2.º  |
| 2020 | Tatuus F4-T014 | Bence Válint           | 17       | 0         | 0     | 0         | 0      | 8      | 21.º | 2.º  |
| 2021 | Tatuus F4-T014 | Oliver Bearman         | 21       | 11        | 8     | 2         | 15     | 343    | 1.º  | 1.º  |
| 2021 | Tatuus F4-T014 | Joshua Dufek           | 21       | 1         | 3     | 2         | 5      | 154    | 7.º  | 1.º  |
| 2021 | Tatuus F4-T014 | Nikita Bedrin          | 21       | 1         | 0     | 0         | 4      | 103    | 8.º  | 1.º  |
| 2021 | Tatuus F4-T014 | Bence Valint           | 21       | 0         | 0     | 0         | 0      | 20     | 21.º | 1.º  |
| 2021 | Tatuus F4-T014 | Cenyu Han              | 15       | 0         | 0     | 0         | 0      | 13     | 26.º | 1.º  |
| 2021 | Tatuus F4-T014 | Robert de Haan         | 3        | 0         | 0     | 0         | 0      | 0      | 39.º | 1.º  |
| 2022 | Tatuus F4-T021 | Martinius Stenshorne   | 20       | 0         | 0     | 0         | 2      | 122    | 7.º  | 4.º  |
| 2022 | Tatuus F4-T021 | Brando Badoer          | 20       | 0         | 0     | 0         | 0      | 14     | 16.º | 4.º  |
| 2022 | Tatuus F4-T021 | Arvid Lindblad         | 8        | 0         | 0     | 0         | 0      | 12     | 17.º | 4.º  |
| 2022 | Tatuus F4-T021 | Emerson Fittipaldi Jr. | 20       | 0         | 0     | 0         | 0      | 4      | 23.º | 4.º  |
| 2022 | Tatuus F4-T021 | Jules Castro           | 20       | 0         | 0     | 0         | 0      | 2      | 24.º | 4.º  |
| 2022 | Tatuus F4-T021 | Arias Deukmedjian      | 9        | 0         | 0     | 0         | 0      | 1      | 27.º | 4.º  |
| 2022 | Tatuus F4-T021 | Niels Koolen           | 5        | 0         | 0     | 0         | 0      | 0      | 42.º | 14.º |
| 2022 | Tatuus F4-T021 | Jesse Carrasquedo Jr.  | 3        | 0         | 0     | 0         | 0      | 0      | 51.º | 14.º |
| 2022 | Tatuus F4-T021 | Jef Machiels           | 5        | 0         | 0     | 0         | 0      | 0      | 52.º | 14.º |

### Campeonato de España de F4
| Año  | Monoplaza      | Pilotos              | Carreras | Victorias | Poles | Vueltas/R | Podios | Puntos | Pos. | Pos. |
| ---- | -------------- | -------------------- | -------- | --------- | ----- | --------- | ------ | ------ | ---- | ---- |
| 2022 | Tatuus F4-T021 | Robert de Haan       | 21       | 0         | 0     | 0         | 1      | 61     | 10.º | 6.º  |
| 2022 | Tatuus F4-T021 | Martinius Stenshorne | 3        | 0         | 0     | 0         | 0      | 22     | 17.º | 6.º  |
| 2022 | Tatuus F4-T021 | Jef Machiels         | 21       | 0         | 0     | 0         | 0      | 0      | 26.º | 6.º  |
| 2022 | Tatuus F4-T021 | Jonas Ried           | 3        | 0         | 0     | 0         | 0      | 0      | NC   | 6.º  |
| 2022 | Tatuus F4-T021 | Niels Koolen         | 3        | 0         | 0     | 0         | 0      | 0      | NC   | 6.º  |

### Eurofórmula Open
| Año  | Monoplaza                 | Pilotos            | Carreras | Victorias | Poles | Vueltas/R | Podios | Puntos | Pos. | Pos. |
| ---- | ------------------------- | ------------------ | -------- | --------- | ----- | --------- | ------ | ------ | ---- | ---- |
| 2020 | Dallara 320-Mercedes-Benz | Sebastian Estner   | 18       | 0         | 0     | 1         | 2      | 76     | 10.º | 3.º  |
| 2020 | Dallara 320-Mercedes-Benz | Andreas Estner     | 18       | 0         | 0     | 0         | 6      | 177    | 3.º  | 3.º  |
| 2020 | Dallara 320-Mercedes-Benz | Alexandre Bardinon | 18       | 0         | 0     | 0         | 0      | 9      | 16.º | 3.º  |
| 2021 | Dallara 320-Mercedes-Benz | Cem Bölükbaşı      | 15       | 2         | 1     | 1         | 8      | 217    | 5.º  | 3.º  |
| 2021 | Dallara 320-Mercedes-Benz | Casper Stevenson   | 24       | 2         | 0     | 0         | 4      | 217    | 6.º  | 3.º  |
| 2021 | Dallara 320-Mercedes-Benz | Rafael Villagómez  | 18       | 0         | 0     | 0         | 5      | 135    | 8.º  | 3.º  |
| 2021 | Dallara 320-Mercedes-Benz | Andreas Estner     | 3        | 0         | 0     | 0         | 0      | 6      | 21.º | 3.º  |
| 2022 | Dallara 320-Mercedes-Benz | Sebastian Øgaard   | 11       | 1         | 0     | 0         | 2      | 114    | 8.º  | 4.º  |
| 2022 | Dallara 320-Mercedes-Benz | Filip Ugran        | 11       | 0         | 0     | 1         | 1      | 92     | 9.º  | 4.º  |
| 2022 | Dallara 320-Mercedes-Benz | Nicola Marinangeli | 8        | 0         | 0     | 0         | 0      | 36     | 12.º | 4.º  |
| 2022 | Dallara 320-Mercedes-Benz | Filip Kaminiarz    | 3        | 0         | 0     | 0         | 0      | 3      | 17.º | 4.º  |

## Línea de tiempo
| Categorías actuales                         | Categorías actuales |
| ------------------------------------------- | ------------------- |
| ADAC Fórmula 4                              | 2015–               |
| Fórmula 4 Italiana                          | 2017–               |
| Fórmula Regional Europea                    | 2019-               |
| Campeonato de Fórmula 3 de la FIA           | 2022-               |
| Campeonato de Fórmula 2 de la FIA           | 2022-               |
| Campeonato de España de F4                  | 2022-               |
| Categorías pasadas                          |                     |
| Fórmula Ford de Holanda y Benelux           | 1975-1996           |
| Fórmula 3 Alemana                           | 1997–2002 2004-2014 |
| Formula Renault 2.0 Holandesa               | 2003-2005           |
| Formula 3 Euro Series                       | 2006                |
| Copa de Fórmula Renault del norte de Europa | 2006-2012           |
| ADAC Fórmula Masters                        | 2008-2009           |
| Fórmula 3 Europea                           | 2012-2018           |
| Eurofórmula Open                            | 2020-2022           |